# 繁毛鳞虫
繁毛鳞虫（学名：Thormora jukesii）为多鳞虫科繁毛鳞虫属的动物。分布于日本、马来西亚、澳大利亚、印度洋、东非以及中国南海等海域。